# ゲプラット (フリゲート)
ゲプラット（フランス語：Guépratte, F 714）は、フランス海軍のラファイエット級フリゲート5番艦。艦名はガリポリの戦いで活躍したエミール・ゲプラット（fr:Émile Guépratte）に由来する。

## 艦歴
「ゲプラット」は、DCNロリアン工廠で建造され1998年10月1日に起工、1999年3月3日に進水、2001年10月27日に就役する。
2004年10月2日にメスと命名都市の関係を結び、陸軍の第3驃騎兵連隊と提携関係を結んでいる。「ゲプラット」はトゥーロンに配備され海外領土や経済水域の警備の他に空母戦闘群の支援や特殊作戦および人道援助任務を担当し海洋における諸任務に当たる。
2001年7月に北欧・北米諸国を訪問する遠洋試験航海を実施し10月27日に就役する。2002年にはヘラクレス作戦のためインド洋に展開する。2004年には第150合同任務部隊の指揮下に入りインド洋・ペルシャ湾に展開する。2007年1月からNATO即応部隊に属し水陸両用戦機能を提供する。同年11月12日に不朽の自由作戦のためトゥーロンを就航し、翌年4月まで約5ヶ月間の任務に赴く。2008年1月に第150合同任務部隊の指揮下に入りアラビア海からペルシャ湾やアデン湾の広範囲に展開し、2月にはペルシャ湾岸諸国と合同演習を実施する。2008年5月にはセネガル・ダカールを訪問する。
2011年2月にはアタランタ作戦の第465任務部隊に参加するためソマリア沖・アデン湾に展開する。
2012年4月25日に再びアタランタ作戦に参加、7月4日から13日にかけて「F207 ブレーメン」と共にアフリカ連合ソマリア・ミッション（AMISOM）がチャーターした船舶をバブ・エル・マンデブ海峡からモガディシュまで護衛している。